# Antoni Brzeżańczyk

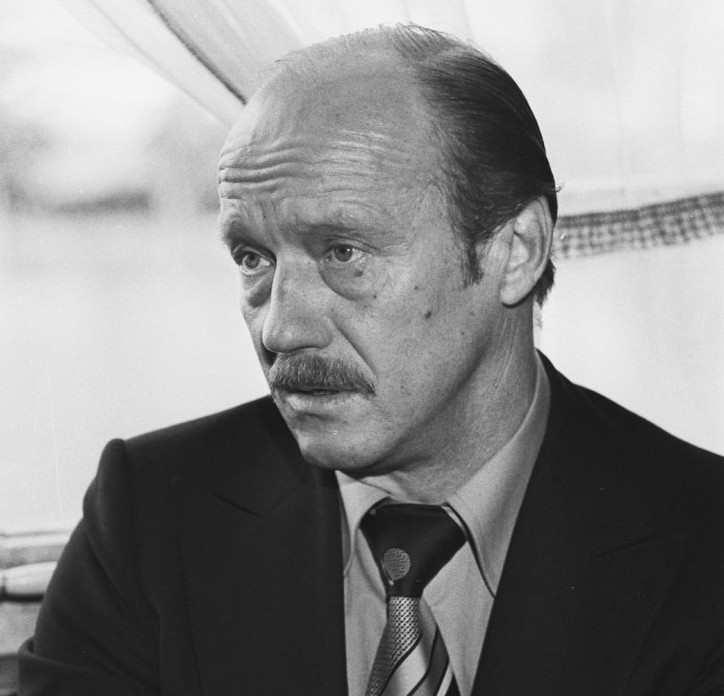
Antoni Brzeżańczyk in 1976

Antoni Brzeżańczyk (Brzeżany, 19 januari 1919 – Wenen (Oostenrijk) 26 mei 1987) was een Pools voetballer, die voor meerdere Poolse clubs uitkwam tot zijn 37ste, tot half 1956. Zijn trainersloopbaan begon hij half 1954 als speler-trainer bij Stal Mielec. In dienst van de Poolse voetbalbond was hij in de jaren zestig ontdekker van spelers als Jan Domarski, Robert Gadocha, Kazimierz Deyna, en Henryk Kasperczak. Tot en met half 1975 was Brzezanczyk bij diverse Poolse clubteams werkzaam. Na een toevallige ontmoeting met Guus Brox in Wenen werd hij in het seizoen 1975-1976 aangesteld als trainer van Feyenoord. In maart 1976 werd hij daar ontslagen. Daarna werkte Brzeżańczyk als trainer nog drie seizoenen in Oostenrijk (half 1976-half 1978 en half 1983-half 1984) en 1 seizoen in Griekenland (half 1978-half 1979). Hij was bij al zijn clubs nooit langer dan een of twee jaar coach. Hij overleed in Wenen.